# (1387) Kama
(1387) Kama est un astéroïde de la ceinture principale, découvert le 27 août 1935 par l'astronome russe Pelagueïa Shajn depuis l'observatoire de Simeïz.
Il porte le nom de la rivière Kama, affluent de la Volga.
Il ne doit pas être confondu avec un autre astéroïde, (1357) Khama.